# Paula Isabel Cerioli
Paula Isabel Cerioli (Soncino, 28 de enero de 1816 – Seriate, 24 de diciembre de 1865) es una santa de la Iglesia católica fundadora de los Institutos de las Religiosas de la Sagrada Familia.

## Infancia
Paula nació en la provincia de Cremona el 28 de enero de 1816, sus padres, Francesco Cerioli y Francesca Corniani, eran ricos propietarios terratenientes, de profunda convicción cristiana.
La niña nació débil y por ello recibió el bautismo en su casa, antes de poder ser oficialmente bautizada en la iglesia.
Muy joven, con la ayuda de su madre, toma consciencia de la miseria que había alrededor de ella, sobre todo en la casa de los habitantes rurales de Soncino donde ella habitaba.
Paula fue confiada a las religiosas de la Orden de la Visitación de Alzano Lombardo, proviancia de Bérgamo, donde se encontraba ya sor Juana, su tía, donde hace sus estudios durante casi cinco años.

## Matrimonio
Tenía diecinueve años cuando sus padres le casaron con Gaetano Busecchi, un viudo de 58 años, heredero de los condes de Tassis de Comonte de Seriate.
Paula, esposa dócil y atenta, tuvo cuatro hijos, de los cuales tres murieron en el nacimiento; perdió a su último hijo, Carlino, cuando este solo tenía dieciséis años.
Algunos meses más tarde, murió su esposo y la dejó sola y heredera de un importante patrimonio. Estos sucesos la dejaron en una profunda depresión de la cual fue sostenida por dos obispos de Bérgamo, monseñor Pietro Luigi Speranza y monseñor Alessandro Valsecchi. Ellos apoyaron su fe intensa y su laboriosa caridad, dirigiéndola hacia los niños y los pobres, al servicio de Dios.

## Vocación y fundación
Poco tiempo después de la muerte de su esposo, abre su palacio de Comonte a las niñas abandonadas, y es ahí que en 1857, con la ayuda de 5 compañeras, funda el Instituto de las Hermanas de la Sagrada Familia.
Tuvo que sufrir un gran número de dificultades. Sin embargo, el 4 de noviembre de 1863, tiene éxito en poner a la disposición de muchachos jóvenes sin recursos su propiedad de Villacampagne (aldea de Soncino). Confía su dirección a su primer colaborador, el hermano Giovanni Capponi.
Continúa, por su parte, abriendo institutos, que se consagrarán a la educación moral y religiosa en una época donde no existía ninguna estructura para ello. Había tomado como modelo a la Sagrada Familia, deseando que sus comunidades religiosas fuesen más parecidas a las familias cristianas, trabajadoras y caritativas. Escribe ella misma las reglas, las cuales fueron aprobadas por el Obispo de Bérgamo.
Paula venció tiempos difíciles. La provincia de Bérgamo, como otras provincias de Lombardía o de Venecia, estaban bajo la dominación del Imperio austriaco, en medio de liberales y nacionalistas que se oponían.
Muere el 24 de diciembre de 1865, mientras que los institutos que había fundado continuaban prosperando.

## Citas
Su hijo Carlino, cuando estaba por morir, le dijo : «Mamá, no llores, Dios te bendecirá con otros hijos».

## Beatificación y canonización
- Beatificada el 19 de marzo de 1950, durante el Año Santo, por el papa Pio XII.
- Canonizada el 16 de mayo de 2004 por el papa Juan Pablo II.

- Datos: Q447198